# Українсько-філіппінські відносини
Українсько-філіппінські відносини — дипломатичні відносини між Україною і Філіппінами. У Києві діє Почесне консульство Філіппін.
Україна розглядає розвиток відносин з Республікою Філіппіни як один із пріоритетних напрямів своєї зовнішньої політики в регіоні Південно-Східної Азії.

## Історія
Філіппіни визнали незалежність України 22 січня 1992 року і формально дипломатичні відносини розпочались 7 квітня 1992 року. З квітня 1992 до червня 1993 року двосторонні відносини між двома країнами відбувались через Посольство Філіппін в Польщі. Починаючи з 1993 року Філіппінське посольство в Москві підтримує міжнародні відносини своєї країни з Україною. Починаючи з грудня 2004 року відносини з Філіппінами відбуваються через посольство в Токіо, Японія. До грудня 2004 року двосторонні відносини з Філіппінами підтримуються через посольство в Індонезії і В'єтнамі
В квітні 1997 українська делегація прибула до Маніли для підписання угоди про співпрацю В липні 2003 року філіппінський віце-президент Теофісто Гінгона зустрів українського міністра закордонних справ Анатолія Зленка в Манілі На зустрічі вони підписали протокол про співпрацю. В червні 2005 року спікер Філіппін Хосе де Венісія очолював делегацію України, він зустрівся з президентом України Віктором Ющенком та іншими вищими посадовими особами. Вони обговорили Християнсько-Мусульманський міжконфесійний діалог, розвиток двох енергетичних заводів в Філіппінах українською компанією Sukhin Energy Incorporated і боргову конверсійну ініціативу
9 червня 2022 року міністр закордонних справ Філіппін Теодоро Локсін-молодший під час зустрічі з Дмитром Сеніком заявив, що Філіппіни відкриють посольство в Україні.
13 лютого 2023 року Президент України Володимир Зеленський уперше в історії двосторонніх відносин провів телефонну розмову з Президентом Філіппін Бонгбонгом Маркосом.
Україна планує залучити філіппінських робітників для допомоги у відбудові своїх міст, зруйнованих вторгненням Росії. Україна також планує збільшити двосторонню торгівлю та відкрити посольство на Філіппінах.

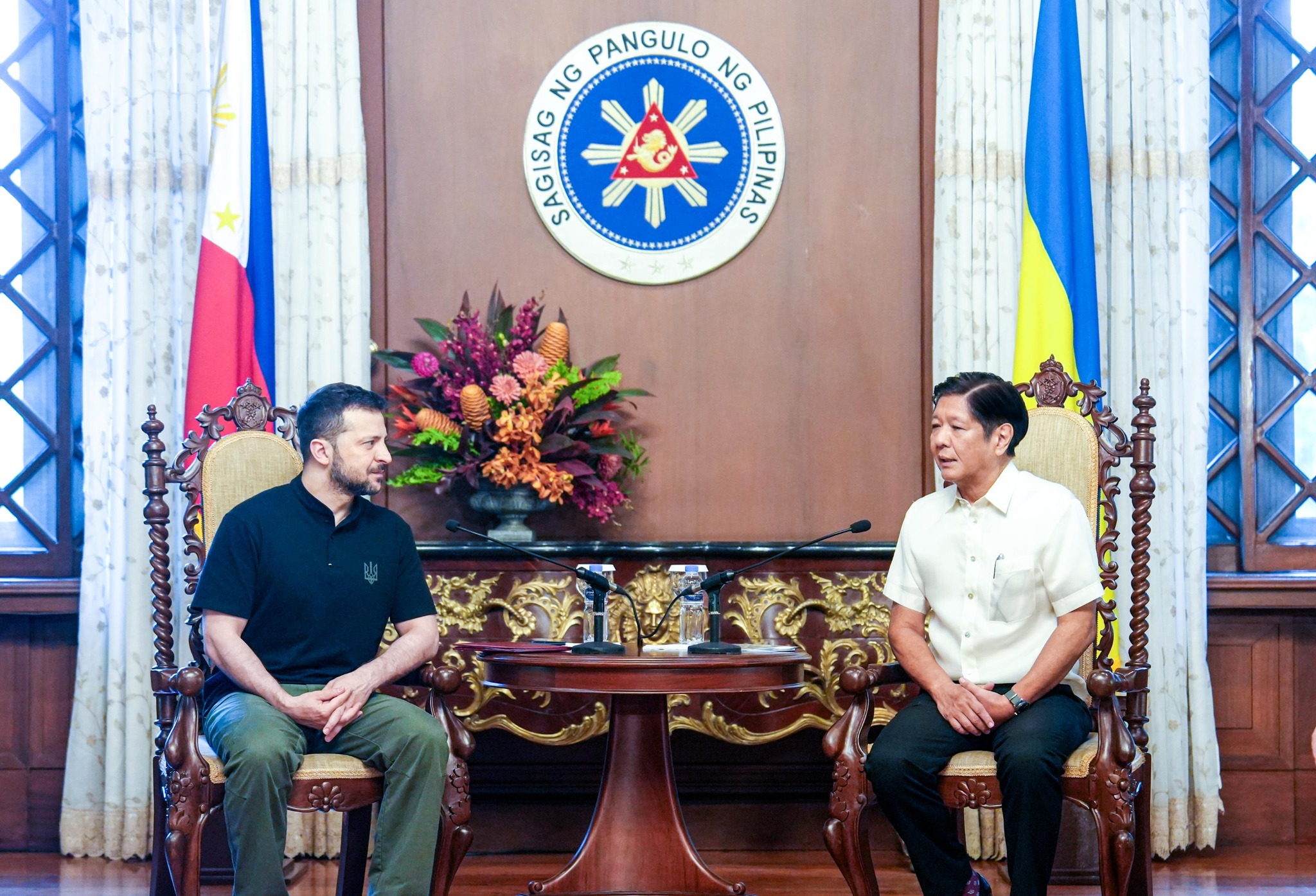
Президент України Володимир Зеленський на зустрічі з президентом Філіппін Фердинандом Маркосом, 3 червня 2024

3 червня 2024 року Президент України Володимир Зеленський у місті Маніла зустрівся з президентом Фердинандом Маркосом.

## Угоди
Філіппіни та Україна мають шість двосторонніх угод:
- Обмін листами між Міністерством закордонних справ України та Відділом Закордонних справ Філіппін (набрав чинності 7 квітня 1992).
- Меморандум на співробітництво між Верховною Радою і філіппінською Палатою представників (14 квітня 1997).
- Протокол на політичних консультаціях між Міністерствами закордонних справ (14 липня 2003).
- Меморандум між державним комітетом фінансового контролю України і Фінансовим відомством Спостереження Філіппін, щодо обміну фінансовою інформацію щодо відмивання грошей (12 березня 2008).
- Угода між Радою міністрів Криму та урядом провінції Себу про торгівлю, економічне, наукове, технічне та культурне співробітництво (26 листопада 2010 року).
- Меморандум на співпраці між Дипломатичною академією України імені Геннадія Удовенка та Інститутом зарубіжної служби Філіппін (6 грудня 2010).

## Економічні відносини
Двостороння торгівля між Україною та Філіппінами склала $ 20,21 мільйона в шестимісячний період в 2012 році. Філіппінський негативний торговий баланс протягом того ж самого періоду становив $ 15,59 млн дол. США. Серед головного експорту України в Філіппіни — пшениця, фарби, обладнання для металевого штампування, кування, вигину, вирівнювання, різання, пресування; сироватка, аміак.
Імпорт Філіппін з України в 2012 році склав $ 17,90 мільйонів. Серед Філіппін головний імпорт з України електричні вироби, електронні інтегральні схеми та електронні мікро модулі. З Філіппін головний експорт в Україну складають фрукти, дзвони, гонги, статуетки, рамки і дзеркала з недорогоцінних металів, друкарське обладнання, допоміжні машини для друку, машини автоматичної обробки даних і їх вузли і деталі, тютюн.